# Ski alpin aux Jeux olympiques de 2014 - Super combiné femmes
Navigation
Vancouver 2010 Pyeongchang 2018
Le super combiné féminin des Jeux olympiques d'hiver de 2014 a lieu le 10 février 2014 à Rosa Khutor et à Krasnaïa Poliana. Il regroupe une descente et un slalom. La descente commence à 8 heures et le slalom commence à midi (heure de Moscou).
L'épreuve est remportée par l'Allemande Maria Höfl-Riesch devant l'Autrichienne Nicole Hosp et l'Américaine Julia Mancuso.

## Médaillées
| Or                      | Argent            | Bronze              |
| Maria Höfl-Riesch (GER) | Nicole Hosp (AUT) | Julia Mancuso (USA) |

## Résultats
DNS — N'a pas commencé
DNF — N'a pas terminé

### Descente
| Rang | Dossard | Athlète           | Nationalité | Résultat      | Différence |
| ---- | ------- | ----------------- | ----------- | ------------- | ---------- |
| 1    | 22      | Julia Mancuso     | États-Unis  | 1 min 42 s 68 | –          |
| 2    | 10      | Lara Gut          | Suisse      | 1 min 43 s 15 | +0 s 47    |
| 3    | 17      | Tina Maze         | Slovénie    | 1 min 43 s 54 | +0 s 86    |
| 4    | 11      | Anna Fenninger    | Autriche    | 1 min 43 s 67 | +0 s 99    |
| 5    | 20      | Maria Höfl-Riesch | Allemagne   | 1 min 43 s 72 | +1 s 04    |

### Slalom
| Rang | Dossard | Athlète              | Nationalité        | Résultat | Différence |
| ---- | ------- | -------------------- | ------------------ | -------- | ---------- |
| 1    | 23      | Šárka Strachová      | République tchèque | 50 s 10  | –          |
| 2    | 18      | Michaela Kirchgasser | Autriche           | 50 s 69  | +0 s 59    |
| 3    | 20      | Maria Höfl-Riesch    | Allemagne          | 50 s 90  | +0 s 80    |
| 4    | 16      | Nicole Hosp          | Autriche           | 51 s 07  | +0 s 97    |
| 5    | 15      | Sara Hector          | Suède              | 51 s 31  | +1 s 21    |

### Classement final
| Rang                                | Dossard | Athlète                       | Nationalité        | Descente (Temps) | Descente (Classement) | Slalom (Temps) | Slalom (Classement) | Résultat      | Différence |
| ----------------------------------- | ------- | ----------------------------- | ------------------ | ---------------- | --------------------- | -------------- | ------------------- | ------------- | ---------- |
| Médaille d'or, Jeux olympiques      | 20      | Maria Höfl-Riesch             | Allemagne          | 1 min 43 s 72    | 5                     | 50 s 90        | 3                   | 2 min 34 s 62 | –          |
| Médaille d'argent, Jeux olympiques  | 16      | Nicole Hosp                   | Autriche           | 1 min 43 s 95    | 8                     | 51 s 07        | 4                   | 2 min 35 s 02 | +0 s 40    |
| Médaille de bronze, Jeux olympiques | 22      | Julia Mancuso                 | États-Unis         | 1 min 42 s 68    | 1                     | 52 s 47        | 13                  | 2 min 35 s 15 | +0 s 53    |
| 4                                   | 17      | Tina Maze                     | Slovénie           | 1 min 43 s 54    | 3                     | 51 s 71        | 7                   | 2 min 35 s 25 | +0 s 63    |
| 5                                   | 8       | Dominique Gisin               | Suisse             | 1 min 44 s 01    | 10                    | 52 s 11        | 11                  | 2 min 36 s 12 | +1 s 50    |
| 6                                   | 9       | Ragnhild Mowinckel            | Norvège            | 1 min 44 s 28    | 12                    | 51 s 87        | 8                   | 2 min 36 s 15 | +1 s 53    |
| 7                                   | 18      | Michaela Kirchgasser          | Autriche           | 1 min 45 s 72    | 23                    | 50 s 69        | 2                   | 2 min 36 s 41 | +1 s 79    |
| 8                                   | 11      | Anna Fenninger                | Autriche           | 1 min 43 s 67    | 4                     | 52 s 77        | 14                  | 2 min 36 s 44 | +1 s 82    |
| 9                                   | 23      | Šárka Strachová               | République tchèque | 1 min 46 s 51    | 25                    | 50 s 10        | 1                   | 2 min 36 s 61 | +1 s 99    |
| 10                                  | 13      | Maruša Ferk                   | Slovénie           | 1 min 44 s 87    | 17                    | 52 s 02        | 10                  | 2 min 36 s 89 | +2 s 27    |
| 11                                  | 25      | Federica Brignone             | Italie             | 1 min 45 s 68    | 22                    | 51 s 94        | 9                   | 2 min 37 s 62 | +3 s 00    |
| 12                                  | 12      | Denise Feierabend             | Suisse             | 1 min 46 s 03    | 24                    | 51 s 68        | 6                   | 2 min 37 s 71 | +3 s 09    |
| 13                                  | 15      | Sara Hector                   | Suède              | 1 min 46 s 54    | 26                    | 51 s 31        | 5                   | 2 min 37 s 85 | +3 s 23    |
| 14                                  | 4       | Elena Yakovishina             | Russie             | 1 min 44 s 91    | 19                    | 53 s 97        | 16                  | 2 min 38 s 88 | +4 s 26    |
| 15                                  | 35      | Greta Small                   | Australie          | 1 min 47 s 99    | 29                    | 52 s 31        | 12                  | 2 min 40 s 30 | +5 s 68    |
| 16                                  | 36      | Edit Miklós                   | Hongrie            | 1 min 44 s 32    | 13                    | 57 s 29        | 19                  | 2 min 41 s 61 | +6 s 99    |
| 17                                  | 32      | Karolina Chrapek              | Pologne            | 1 min 47 s 28    | 28                    | 54 s 52        | 17                  | 2 min 41 s 80 | +7 s 18    |
| 18                                  | 31      | Mireia Gutiérrez              | Andorre            | 1 min 49 s 04    | 32                    | 53 s 26        | 15                  | 2 min 42 s 30 | +7 s 68    |
| 19                                  | 33      | Klára Křížová                 | République tchèque | 1 min 44 s 89    | 18                    | 57 s 51        | 20                  | 2 min 42 s 40 | +7 s 78    |
| 20                                  | 24      | Macarena Simari Birkner       | Argentine          | 1 min 48 s 87    | 31                    | 55 s 06        | 18                  | 2 min 43 s 93 | +9 s 31    |
| 21                                  | 34      | Anna Berecz                   | Hongrie            | 1 min 50 s 28    | 33                    | 58 s 41        | 21                  | 2 min 48 s 69 | +14 s 07   |
| 22                                  | 39      | Ania Monica Caill             | Roumanie           | 1 min 51 s 91    | 34                    | 1 min 02 s 04  | 22                  | 2 min 53 s 95 | +19 s 33   |
| –                                   | 2       | Daniela Merighetti            | Italie             | 1 min 44 s 64    | 15                    | DNS            | NC                  | NC            | NC         |
| –                                   | 5       | Chemmy Alcott                 | Grande-Bretagne    | 1 min 44 s 83    | 16                    | DNS            | NC                  | NC            | NC         |
| –                                   | 29      | Elena Fanchini                | Italie             | 1 min 44 s 45    | 14                    | DNS            | NC                  | NC            | NC         |
| –                                   | 1       | Francesca Marsaglia           | Italie             | 1 min 43 s 96    | 9                     | DNF            | NC                  | NC            | NC         |
| –                                   | 7       | Lotte Smiseth Sejersted       | Norvège            | 1 min 43 s 85    | 6                     | DNF            | NC                  | NC            | NC         |
| –                                   | 10      | Lara Gut                      | Suisse             | 1 min 43 s 15    | 2                     | DNF            | NC                  | NC            | NC         |
| –                                   | 19      | Elisabeth Görgl               | Autriche           | 1 min 43 s 89    | 7                     | DNF            | NC                  | NC            | NC         |
| –                                   | 21      | Marie-Michèle Gagnon          | Canada             | 1 min 45 s 39    | 21                    | DNF            | NC                  | NC            | NC         |
| –                                   | 26      | Jana Gantnerová               | Slovaquie          | 1 min 47 s 24    | 27                    | DNF            | NC                  | NC            | NC         |
| –                                   | 27      | Leanne Smith                  | États-Unis         | 1 min 45 s 06    | 20                    | DNF            | NC                  | NC            | NC         |
| –                                   | 28      | Ilka Štuhec                   | Slovénie           | 1 min 44 s 26    | 11                    | DNF            | NC                  | NC            | NC         |
| –                                   | 37      | Kristina Saalová              | Slovaquie          | 1 min 48 s 21    | 30                    | DNF            | NC                  | NC            | NC         |
| –                                   | 3       | Marianne Kaufmann-Abderhalden | Suisse             | DNF              | NC                    | NC             | NC                  | NC            | NC         |
| –                                   | 6       | Noelle Barahona               | Chili              | DNF              | NC                    | NC             | NC                  | NC            | NC         |
| –                                   | 14      | Laurenne Ross                 | États-Unis         | DNF              | NC                    | NC             | NC                  | NC            | NC         |
| –                                   | 30      | Stacey Cook                   | États-Unis         | DNF              | NC                    | NC             | NC                  | NC            | NC         |
| –                                   | 38      | Alexandra Coletti             | Monaco             | DNF              | NC                    | NC             | NC                  | NC            | NC         |